# Padrón
Padrón este o localitate din Galicia, Spania.

## Personalități
- Camilo José Cela (1916-2002), scriitor, laureat al Premiului Nobel pentru Literatură